# Râșca, Suceava
Râșca là một xã thuộc hạt Suceava, România. Dân số thời điểm năm 2002 là 5158 người.